# 池田良
池田 良（いけだ りょう、1978年〈昭和53年〉1月27日 - ）は、日本の俳優。愛知県名古屋市出身。enchante所属。

## 来歴・人物
慶應義塾高等学校、慶應義塾大学法学部法律学科卒業。特技は英会話。プライスウォーターハウスクーパースに入社し、ビジネスコンサルタントとしてアメリカで勤務したのちに、27歳で俳優に転向したという異色の経歴を持つ。

## 出演

### テレビドラマ
- 月曜ゴールデン 離婚妻探偵 第1作（2006年11月27日、TBSテレビ系） - 刑事 役
- 土曜ワイド劇場 法医学教室の事件ファイル23（2006年10月7日、テレビ朝日系） - 塚田光一 役
- 金曜ナイトドラマ（テレビ朝日系）
  - アンナさんのおまめ 第8話（2006年12月1日） - 戸田 役
  - 家政夫のミタゾノ 第2シリーズ 第3話（2018年5月4日） - 辻本隆一 役
  - セミオトコ（2019年7月26日 - 9月13日） - 相田新平 役
- 水曜ミステリー9（テレビ東京系）
  - 捜査一課・見当たり班 鷹子の眼（2007年1月31日）[3]
  - ビート 警視庁強行犯 樋口顕（2015年8月26日） - 刑事 役
- 柳生十兵衛七番勝負 最後の闘い 第5回「緋の剣」（2007年5月10日、NHK）
- 山田太一ドラマスペシャル 時は立ちどまらない（2014年2月22日、テレビ朝日系）
- 相棒 Season16 第4話「ケンちゃん」（2017年11月8日、テレビ朝日系） - 大学講師・服部由和 役
- 日曜劇場 99.9-刑事専門弁護士- SEASON II 第5話（2018年2月11日、TBSテレビ系） - 五十嵐徹 役
- ダブル・ファンタジー（2018年6月16日 - 7月4日、WOWOW） - 近藤純一 役
- 木曜ドラマ（テレビ朝日系）
  - ハゲタカ（2018年7月19日 - 9月6日） - 松平寿 役
  - ハケン占い師アタル 第4話（2019年2月7日） - 携帯サービス会社社長 役
  - にじいろカルテ（2021年1月21日 - 3月18日） - 雨尾結城 役
- プレミアムドラマ 捜査会議はリビングで!（2018年7月15日 - 9月2日、NHK BSプレミアム） - 遠山達也 役
- 神ノ牙-JINGA- EPISODE 8（2018年11月23日、TOKYO MX・BS11 / 11月26日、ファミリー劇場） - 鵜飼 役
- 連続ドラマW（WOWOW）
  - 絶叫 第2話（2019年3月31日）
  - HOTEL -NEXT DOOR-（2022年9月10日 - 10月15日）[4]
  - OZU 〜小津安二郎が描いた物語〜 第5話「東京の女」（2023年12月10日）[5]
- ドラマ10 半径5メートル 第2回（2021年5月7日、NHK総合） - 清水医師 役
- 夜ドラ カナカナ 第19話（2022年6月15日、NHK総合） - 中田隆一（薫の父） 役
- 木ドラ24 チェイサーゲーム（2022年9月9日 - 10月28日、テレビ東京系） - 本田勲 役
  - チェイサーゲーム W パワハラ上司は私の元カノ（2024年1月9日 - 2月27日、テレビ東京系）[6]
- WOWOWオリジナルドラマ DORONJO / ドロンジョ 第1話・第5話 - 第7話（2022年10月7日、WOWOW） - 布部善行 役[7]
- ドラマNEXT ひだまりが聴こえる（2024年7月4日 - 9月19日、テレビ東京系） - 犀清史郎 役[8]
- 全領域異常解決室 第5話（2024年11月6日、フジテレビ） - 下平光 役[9]
- きみの継ぐ香りは（2024年11月8日 - 、TOKYO MX） - 星井博彦 役[10]

### 映画
- ghost dance ゴースト・ダンス（2006年3月11日公開、監督：山口円） - 石田太郎 役[11]
- 丘を越えて（2007年、監督：高橋伴明） - 編集部員 役
- 海辺の町で（2013年、監督：廣木隆一）
- 恋人たち（2015年、監督：橋口亮輔） - 四ノ宮 役[12]
- ろくでなし（2017年、監督：奥田庸介）
- ハローグッバイ（2017年、監督：菊地健雄） - 小林敦彦 役
- 三つの光（2017年、監督：吉田光希） - 主演・K 役
- 名前（2018年、監督：戸田彬弘） - 門孝一 役
- 菊とギロチン（2018年、監督：瀬々敬久） - 河合康左右 役
- 私の奴隷になりなさい第3章 おまえ次第（2018年、監督：城定秀夫）
- かぞくあわせ「はなればなれになる前に」（2019年9月7日公開、監督：田口敬太）[13]
- 幸福な囚人（2019年、監督：天野友二朗）
- ミッドナイトスワン（2019年、監督：内田英治）
- 由宇子の天秤（2021年、監督：春本雄二郎） - 医師 役
- マイライフ、ママライフ（2022年、監督：亀山睦実） - 三島博貴 役
- Sexual Drive「納豆」（2022年、監督：吉田浩太） - 江夏 役
- マイスモールランド（2022年、監督：川和田恵真）
- MONDAYS/このタイムループ、上司に気づかせないと終わらない（2022年、監督：竹林亮） - 崎野雄大 役
- 岸辺露伴 ルーヴルへ行く（2023年、監督：渡辺一貴） - ワタベ 役[14]
- 瞬きまで（2023年8月5日公開、監督：長谷川朋史） - 久米山一生 役[15]
- 満月、世界（2024年公開、監督：塚田万理奈）[16]
- ありきたりな言葉じゃなくて（2024年公開、監督：渡邉崇） - 石塚丈広 役[17]
- 雪子 a.k.a.（2025年、監督：草場尚也） - 坂下俊介 役[18][19][20]
- おいしくて泣くとき（2025年、監督：横尾初喜）[21]

### 舞台
- 「ジプシー」（2005年、中野ウエストエンドスタジオ）
- 音楽劇『赤毛のアン』（2005年、東京国際フォーラム） - ギルバート 役（準主演）
- 環境ミュージカル『そして森は生きている』（2005年、英語公演:NYカーネギーホール）
- WAHAHA本舗セクシー寄席×江頭美智留「アダルトな女たち」（2007年、赤坂REDシアター）

### CM
- 「宅建協会」（2008年）
- 「アリナミンブランド」（2009年 - ）
- 「ビッグモーター」（2021年 - ）
- 「本麒麟　飲み飽きない味わい篇」（2022年）
- 「明治プロビオヨーグルトLG21 プレゼン篇」（2022年）
- ラクス 楽楽販売「聞き耳」篇（2024年1月9日 - ） - 横澤夏子&滝藤賢一と共演
- グラクソ・スミスクライン
  - 「聞いてみませんか?帯状疱疹のこと」篇（2024年8月19日 - ） - 風吹ジュンと共演
  - 帯状疱疹疾患啓発動画「まさか自分が」篇（2024年8月19日 - ） - 阿南健治と共演

### バラエティ番組
- 秘密のケンミンSHOW（日本テレビ、2024年9月26日）- ケンミン刑事で犯人役

### 配信ドラマ
- フクロウと呼ばれた男（2024年4月24日 - 5月8日、Disney+） - タカ 役[22]
- 透明なわたしたち（2024年10月、ABEMA） - 弁護士 役
- 笑ゥせぇるすまん #10「海馬ガム」（2025年8月1日、Amazon Prime Video）[23][24]